# Horsens
Pour la commune à laquelle la ville donne son nom, voir Horsens (commune).

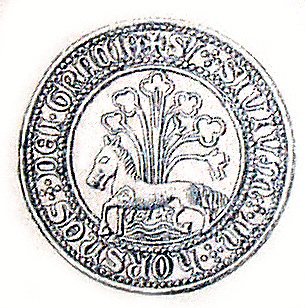

Horsens est une ville du Danemark, chef-lieu de la commune homonyme dans la région du Jutland-Central. Le maire en est Vagn Ry Nielsen. Horsens comptait 51 870 habitants en 2008.

## Historique
L’histoire de la ville remonte à plus de mille ans — à l’époque Viking. L’organisation urbaine actuelle a vu le jour au Moyen Âge, autour d’un petit port niché au fond du fjord. Le centre-ville est aujourd’hui l’un des mieux conservés du Danemark. Et la ville est entourée d’une nature merveilleusement belle. En effet, Horsens, à l’instar de nombreuses villes au Danemark, est construite autour d'un fjord.
On y trouve quelques curiosités tels que le Horsens museum, musée de la ville, présentant les premières traces anthropiques à Horsens jusqu’aux exhibitions sportives en passant par une exposition complète sur Vitus Béring, grand explorateur et natif de la ville. Non loin de là, se profilent le Horsens Kunstmuseum, musée d’Art contemporain ou encore le Danmarks Industrimuseum, qui retrace l’évolution industrielle du Danemark depuis 1850.

## Architecture
- Le plus vieux bâtiment d’Horsens est la Vor Freslers Kirke, église construite au Moyen Âge dans le style danois (briques rouges) et surmontée d’une tour en ardoise de type baroque.

## Sport
- Alliance Club Horsens, club de football qui évolue en première division danoise. Il évolue dans le stade du CASA Arena Horsens.
- Grand Prix Horsens, course cycliste organisée depuis 2015.

## Personnalités
- Mette Abildgaard (1988-), femme politique ;
- Pernille Vallentin (1979-), actrice danoise ;
- Simon Kjær (1989-), footballeur ;
- Vagn Holmboe (1909-1996), compositeur ;
- Vitus Béring (1680-1741), explorateur.

## Éducation
La ville d'Horsens accueille une université importante. En effet le VIA UC Horsens enseigne de nombreuses disciplines, notamment de business et de technologies comme le génie civil, le génie mécanique ou encore le marketing.
Cette école est aussi très ouverte vers l'international en recevant chaque année de nombreux étudiants venus de tous horizons.